# 赫克曼島
赫克曼島（英語：Heckmann Island）是南極洲的島嶼，位於麥克羅伯特森地，處於伯德角以北13公里，屬於托爾芬群島的一部分，根據挪威探險隊拍攝的空中照片繪入地圖，現時由南極條約體系管理。